# Ультразвук

УЗИ длины плода от темени до копчика в 12 недель.

Ультразву́к — звуковые волны, имеющие частоту выше воспринимаемых человеческим ухом, обычно, под ультразвуком понимают частоты выше 20 000 герц.
Хотя о существовании ультразвука известно давно, его практическое использование началось достаточно недавно. В наше время ультразвук широко применяется в различных физических и технологических методах. Так, по скорости распространения звука в среде судят о её физических характеристиках. Измерения скорости на ультразвуковых частотах позволяет с весьма малыми погрешностями определять, например, адиабатические характеристики быстропротекающих процессов, значения удельной теплоёмкости газов, упругие постоянные твёрдых тел.